# Куске, Кевин
Ке́вин Ку́ске (нем. Kevin Kuske; род. 4 января 1979 года, Потсдам, ГДР) — немецкий бобслеист, выступавший за сборную Германии в 1999—2018 годах. Принимал участие в пяти Олимпиадах и выиграл четыре золотые и две серебряные медали (золотые: одну в четвёрке на Олимпиаде в Солт-Лейк-Сити, две в Турине — в двойке и четвёрке и одну в двойке в Ванкувере; серебряные: одну в четвёрке в Ванкувере, одну в четверке в Пхёнчхане).
Куске имеет 13 медалей чемпионатов мира, в том числе семь золотых (мужская двойка: 2003, 2007, 2008; мужская четвёрка: 2003, 2004, 2005, 2008). Также Куске завоевал 21 медаль на чемпионатах Европы, из которых 6 золотых.
Прежде чем стать бобслеистом, Куске занимался лёгкой атлетикой, преимущественно спринтом. Удостоился бронзовой медали в эстафете 4×100 метров на молодёжном легкоатлетическом чемпионате 1998 года.
В 2014 году Куске принял участие в Олимпийских играх в Сочи, где занял 11-е место в двойках и седьмое в четвёрках (позднее немецкий экипаж поднялся на два места в обоих видах после дисквалификации двух российских команд).
Завершил карьеру после Олимпийских игр 2018 года.

## Выступления на Олимпийских играх
| Олимпийские игры    | Возраст | Команда  | Пилот         | Двойки | Четвёрки |
| ------------------- | ------- | -------- | ------------- | ------ | -------- |
| 2002 Солт-Лейк-Сити | 23      | Германия | Андре Ланге   | —      | 1        |
| 2006 Турин          | 27      | Германия | Андре Ланге   | 1      | 1        |
| 2010 Ванкувер       | 31      | Германия | Андре Ланге   | 1      | 2        |
| 2014 Сочи           | 35      | Германия | Томас Флоршюц | 9      | 5        |
| 2018 Пхёнчхан       | 39      | Германия | Нико Вальтер  | —      | 2        |